# Cornus drummondii
Cornus drummondii — вид квіткових рослин із родини деренових (Cornaceae). Поширений у східній частині Сполучених Штатів, а також в Онтаріо. Це кущ до 6 метрів заввишки; листки волосаті; пелюстки білі; кістянки білі. Використовується як ліки, джерело матеріалів, декоративна рослина.

## Морфологічна характеристика
Це дерево чи кущ до 6 метрів заввишки; наявні кореневища. Стебла поодинокі; кора рожевувато-сіра, здається плетеною, стає пробковою. Гілочки абаксіально жовто-зелені, адаксіально рожевувато-бордові, в молодості густо-прямо-запушені. Листкова ніжка 8–25 мм; листкова пластинка від ланцетної до яйцюватої форми, 2–12 × 1.2–7.7 см, вершина різко загострена, абаксіальна поверхня (низ) блідо-зелена, волосата, адаксіальна поверхня сіро-зелена, волосата. Суцвіття 3–8 см у діаметрі. Квітки: гіпантій густо притиснуто-запушений; чашолистки 0.4–1.3 мм; пелюстки білі, 2.3–3.2 мм. Кістянки білі, кулясті чи майже так, 4–7.5 мм у діаметрі; кісточка майже куляста, 3–6 мм, гладка або злегка борозенчаста, верхівка закруглена. 2n = 22.

## Середовище проживання
Схід США [Арканзас, Небраска, Вісконсин, Алабама, Нью-Йорк, Техас, Іллінойс, Міссісіпі, Теннессі, Джорджія, Міссурі, Південна Дакота, Канзас, Огайо, Луїзіана, Кентуккі, Оклахома, Мічиган, Індіана, Пенсільванія, Айова] й Онтаріо — Канада. Населяє вапнякові пустелі, вапнякові відслонення, сухі ліси, скелясті береги струмків, прерії, старі поля, узбіччя доріг, луки, окрайці боліт; на висотах 0–1500 метрів.

## Використання
Рослина збирається з дикої природи для місцевого використання як ліки та джерело матеріалів. Також використовують у захисних смугах і насадженнях для боротьби з ерозією, а іноді вирощують як декоративну рослину, як живопліт.

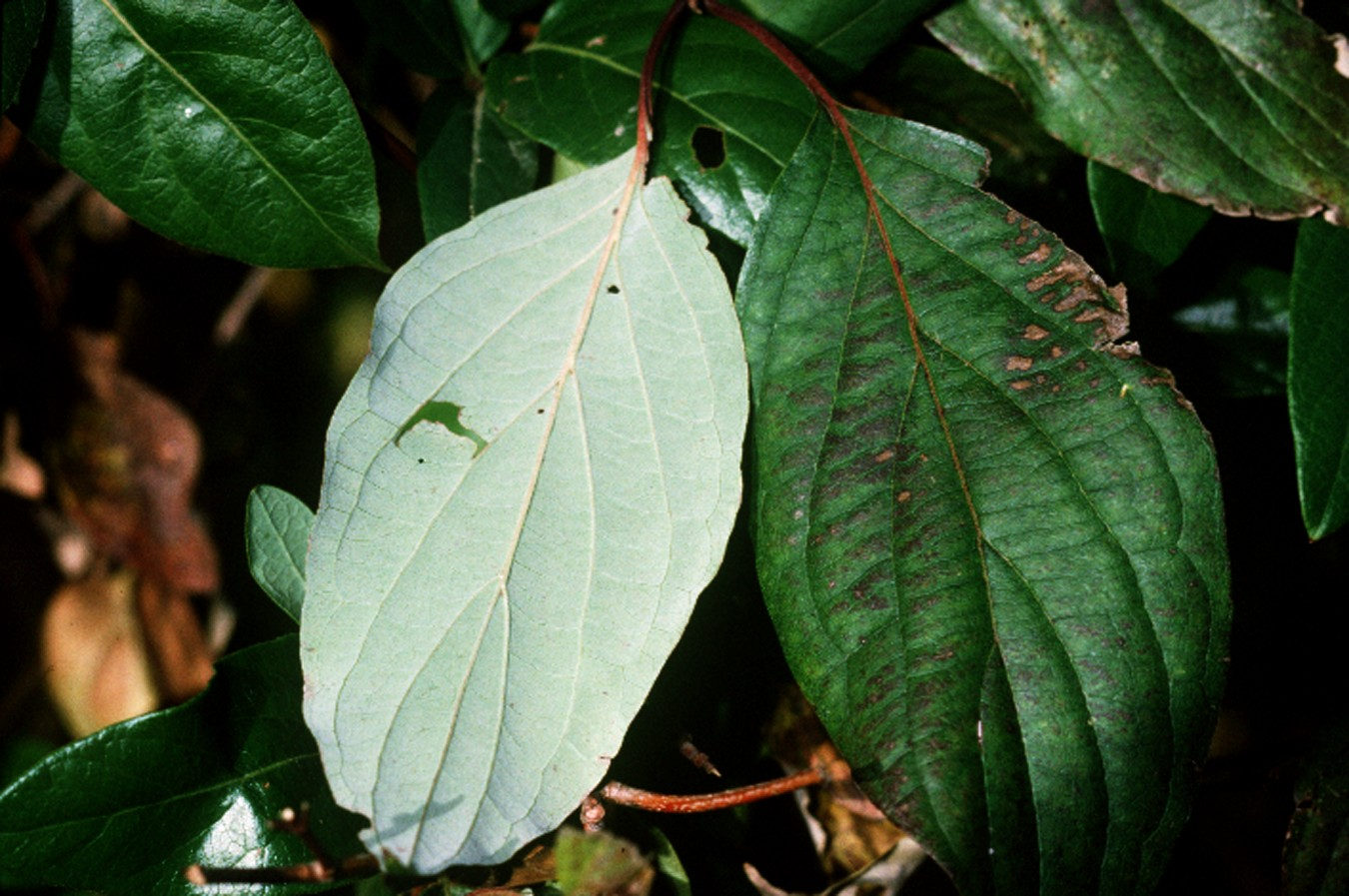
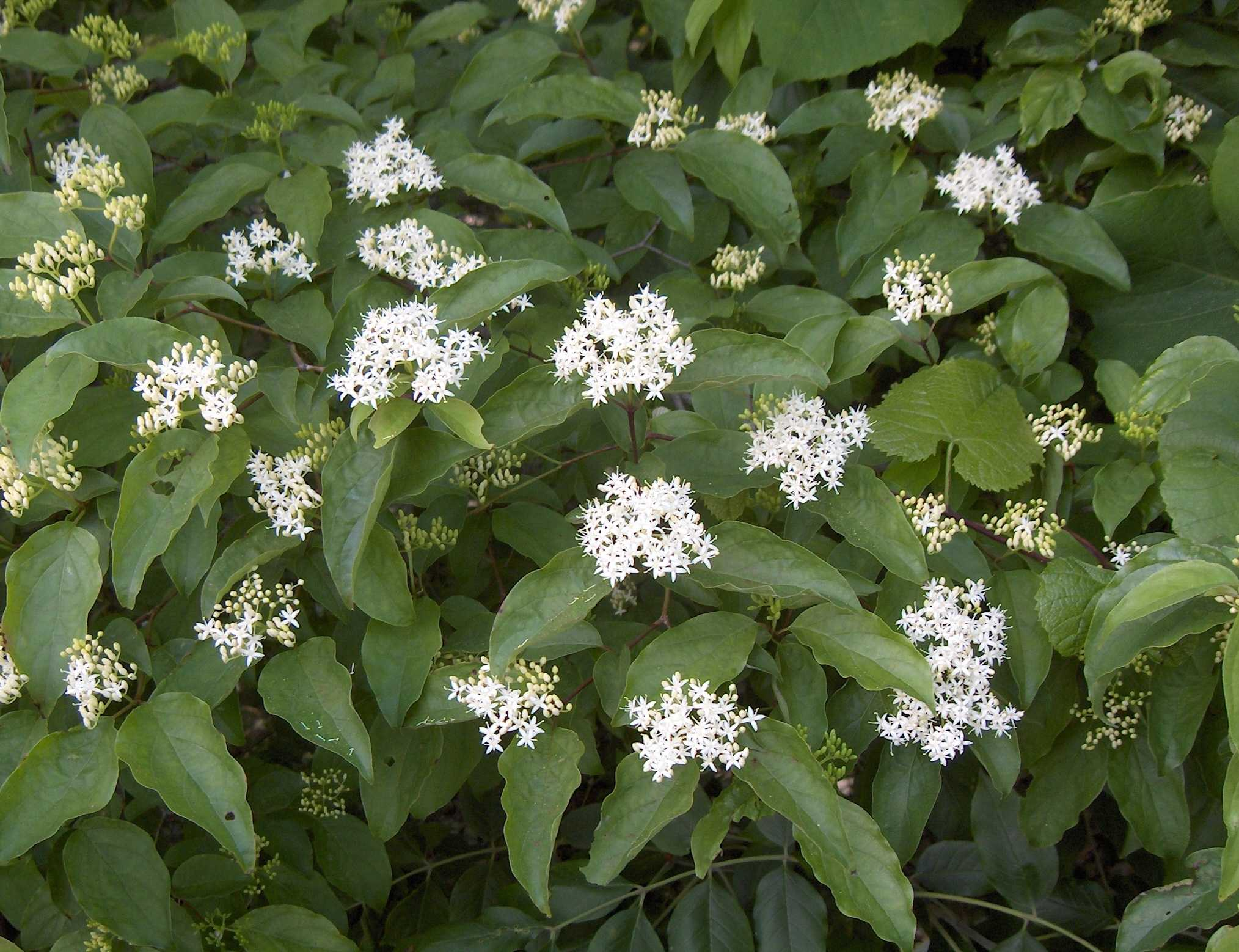
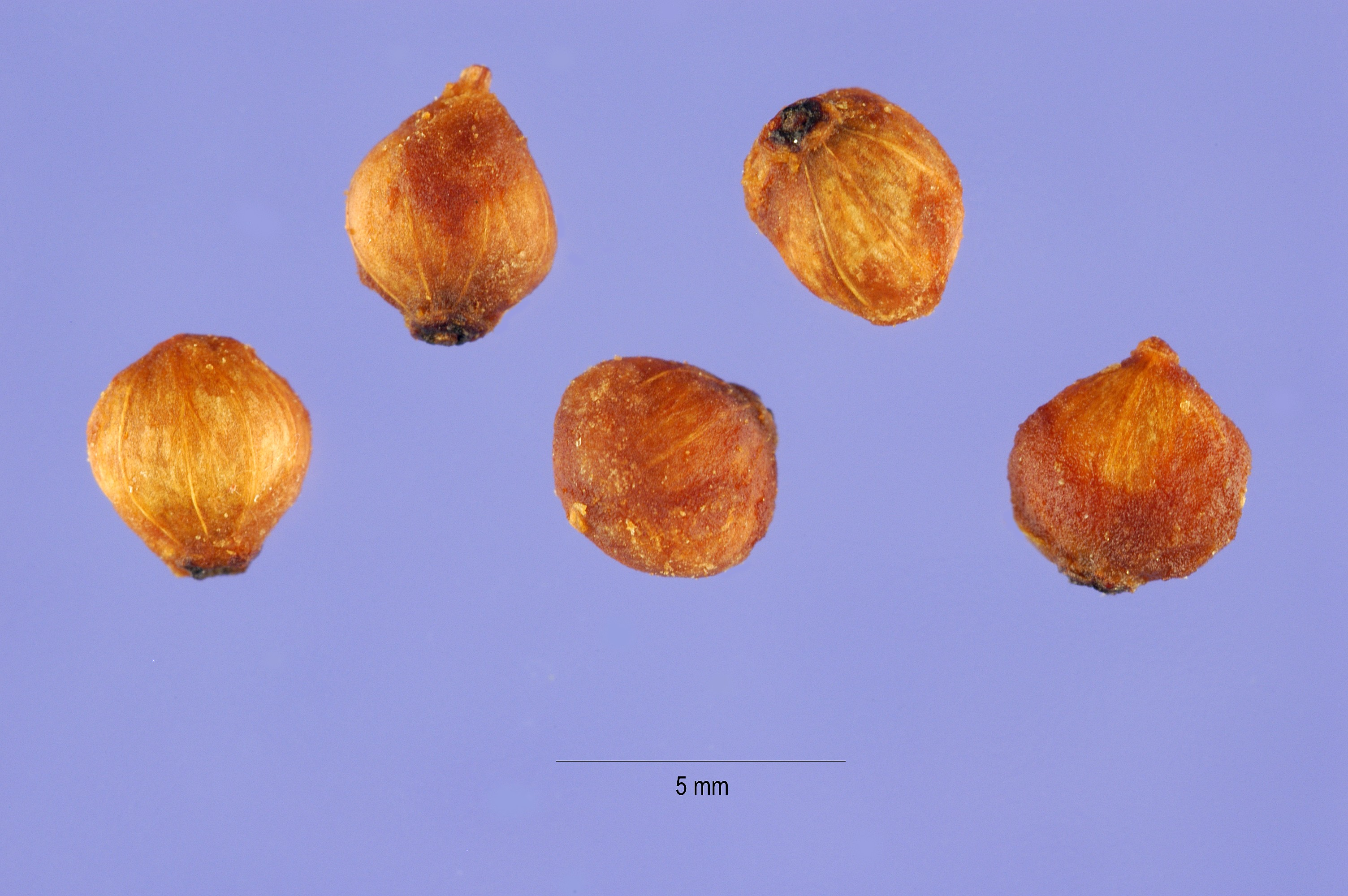
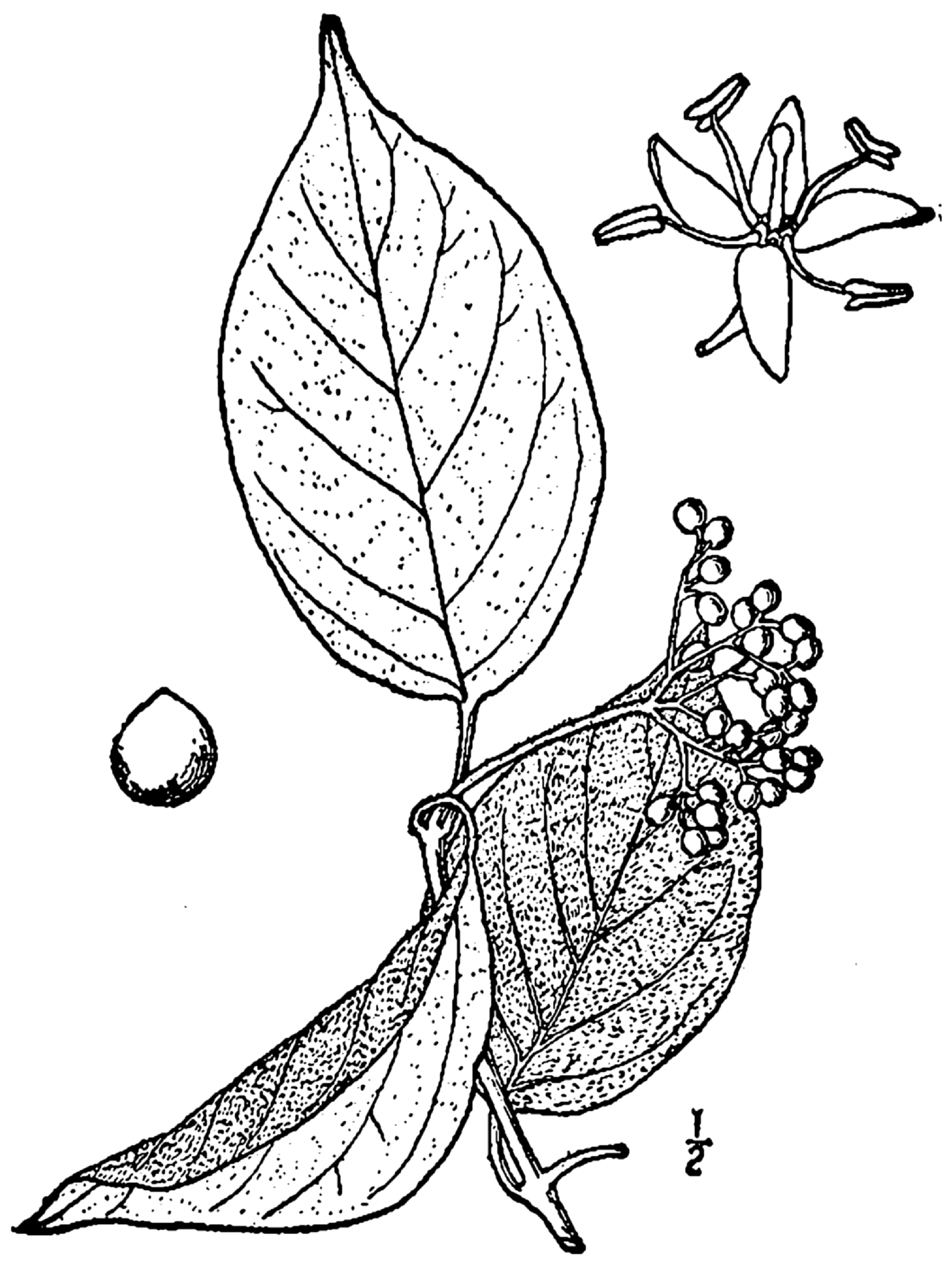